# Model Isinga

Dwuwymiarowy model Isinga przedstawiony jako kwadratowa sieć oddziałujących spinów.

Model Isinga – model matematyczny wykorzystywany w mechanice statystycznej do badań nad przejściami fazowymi. Został stworzony w roku 1920 przez Wilhelma Lenza jako model ferromagnetyka.

## Definicja
Model Isinga opisany jest za pomocą układu dyskretnych zmiennych {\displaystyle s} (spinów), które przyjmują wartości +1 lub −1 zlokalizowane na każdym węźle sieci. Energia oddziaływania pary spinów przyjmuje jedną z dwóch wartości zależną od ich wzajemnej orientacji (zgodnej lub przeciwnej).

### Hamiltonian modelu Isinga w zewnętrznym polu
Energię modelu Isinga uwzględniającego oddziaływania między spinami zlokalizowanych w najbliżej sąsiadujących węzłach oraz z zewnętrznym polem magnetycznym można przedstawić w postaci hamiltonianu
{\displaystyle H=-{\frac {1}{2}}\sum _{\langle i,j\rangle }J_{ij}S_{i}S_{j}-\sum _{i}h_{i}S_{i},}
gdzie sumowanie w pierwszym członie odbywa się po wszystkich sąsiadujących ze sobą parach spinów zlokalizowanych w węzłach {\displaystyle i,j.} Parametr {\displaystyle J_{ij}} jest całką wymiany i przyjmuje następujące wartości zależne od charakteru oddziaływań między spinami
{\displaystyle J_{ij}>0} – ferromagnetyczne (ustawia spiny w jednym kierunku, przeciwnym do zewnętrznego pola),
{\displaystyle J_{ij}<0} – antyferromagnetyczne,
{\displaystyle J_{ij}=0} – para spinów nie oddziałuje ze sobą,
gdzie {\displaystyle h} jest energią spinu {\displaystyle i} w zewnętrznym polu magnetycznym.
Ścisłe rozwiązanie tego modelu dla przypadku jednowymiarowego uzyskał Ernst Ising w roku 1925. Układ dwuwymiarowy przy zerowym polu magnetycznym analitycznie rozwiązał Lars Onsager w roku 1944. Przypadek dwuwymiarowy w niezerowym polu zewnętrznym pozostaje nierozwiązany (2011), czyli postać analityczna energii swobodnej dla 2D modelu Isinga w dowolnym zewnętrznym polu magnetycznym jest nadal nieznana.

### Namagnesowanie
Określmy wartość namagnesowania {\displaystyle m} jako
{\displaystyle m={\frac {1}{N}}\sum _{i}\langle S_{i}\rangle ,}
przy czym ferromagnetyzm występuje, gdy {\displaystyle m\neq 0} dla zerowego zewnętrznego pola magnetycznego.
Dla ferromagnetyzmu ma miejsce spontaniczne złamanie symetrii, tzn. w zerowym zewnętrznym polu magnetycznym układ sam wyróżnia jeden z kierunków.

### Suma statystyczna w modelu Isinga
{\displaystyle Z=\sum _{S_{1},S_{2},\dots ,S_{N}}\exp[-\beta H(S_{1},S_{2},\dots ,S_{N})].}
(Aby obliczyć średnią z operatora A zależnego od {\displaystyle S_{1},\dots ,S_{N}} można dodać do hamiltonianu człon {\displaystyle +\alpha A,} a następnie obliczyć średnią i pochodną w granicy dla {\displaystyle \alpha } zmierzającym do zera)
{\displaystyle \langle A(S_{1},S_{2},\dots ,S_{N})\rangle ={\frac {1}{Z}}\sum _{S_{1},\dots ,S_{N}}A(S_{1},S_{2},\dots ,S_{N})\exp[-\beta H(S_{1},S_{2},\dots ,S_{N})].}
Namagnesowanie jest więc równe:
{\displaystyle m=kT{\frac {1}{N}}{\frac {\partial }{\partial h}}\ln Z=kT{\frac {1}{N}}{\frac {\partial }{\partial h}}\ln \sum _{S_{1},\dots ,S_{N}}\exp \left[\beta J\sum _{<i,j>}S_{i}S_{j}+\beta h\sum _{i}S_{i}\right]=kT{\frac {1}{N}}{\frac {\sum _{S_{1},\dots ,S_{N}}\left[\exp(-\beta H)\beta \sum _{i}S_{i}\right]}{Z}}={\frac {1}{N}}\sum _{i}\langle S_{i}\rangle .}
Ostatecznie więc namagnesowanie
{\displaystyle m={\frac {1}{N}}\sum _{i}\langle S_{i}\rangle =kT{\frac {1}{N}}{\frac {\partial }{\partial h}}\ln Z.}
Gdy J = 0, tzn. dla układu nieoddziałujących spinów w polu magnetycznym suma statystyczna jest równa:
{\displaystyle Z=\sum _{S_{1},\dots ,S_{N}}\exp(-\beta H)=\sum _{S_{1},\dots ,S_{N}}\exp \left(\beta h\sum _{i}S_{i}\right)=\left[\sum _{S_{i}}\left(\exp(\beta hS_{i})\right)\right]^{N}=\left[\exp(\beta h)+\exp(-\beta h)\right]^{N}=\left[2\cosh(\beta h)\right]^{N}.}
Dla takiej sumy statystycznej namagnesowanie jest równe
{\displaystyle m={\frac {1}{N}}kT{\frac {\partial }{\partial h}}\ln \left[2\cosh \beta h)\right]^{N}=kT{\frac {\left[\exp(\beta h)-\exp(-\beta h)\right]}{2\cosh(\beta h)}}=\operatorname {tgh} (\beta h).}

### Model Isinga w jednym wymiarze
W układzie jednowymiarowym można nałożyć periodyczne warunki brzegowe {\displaystyle S_{N+1}=S_{1}.}
Hamiltonian dla takiego układu:
{\displaystyle {\begin{aligned}H&=-J\sum _{i}S_{i}S_{i+1}-h\sum _{i}S_{i}=-J\sum _{i}S_{i}S_{i+1}-{\frac {1}{2}}h\sum _{i}S_{i}-{\frac {1}{2}}h\sum _{i}S_{i+1}=-\sum _{i}\left(JS_{i}S_{i+1}+{\frac {1}{2}}h(S_{i}+S_{i+1})\right)\\&=-\left(Js_{1}S_{2}+{\frac {1}{2}}h(S_{1}+S_{2})+Js_{2}S_{3}+{\frac {1}{2}}h(S_{2}+S_{3})+Js_{3}S_{4}+{\frac {1}{2}}h(S_{3}+S_{4})+\ldots +Js_{N}S_{1}+{\frac {1}{2}}h(S_{N}+S_{1})\right).\end{aligned}}}
Statystyczna suma stanów:
{\displaystyle {\begin{aligned}Z&=\sum _{S_{1},\dots ,S_{N}}\exp(-\beta H)=\sum _{S_{1},\dots ,S_{N}}\exp \left[\beta \sum _{i}\left(JS_{i}S_{i+1}+{\frac {1}{2}}h(S_{i}+S_{i+1})\right)\right]\\&=\sum _{S_{1},\dots ,S_{N}}\exp \left[\beta \left(Js_{1}S_{2}+{\frac {1}{2}}h(S_{1}+S_{2})+Js_{2}S_{3}+{\frac {1}{2}}h(S_{2}+S_{3})+Js_{3}S_{4}+{\frac {1}{2}}h(S_{3}+S_{4})+\ldots +Js_{N}S_{1}+{\frac {1}{2}}h(S_{N}+S_{1})\right)\right]\\&=\sum _{S_{1},\dots ,S_{N}}\exp \left[\beta \left(Js_{1}S_{2}+{\frac {1}{2}}h(S_{1}+S_{2})\right)\right]\exp \left[\beta \left(Js_{2}S_{3}+{\frac {1}{2}}h(S_{2}+S_{3})\right)\right]\exp \left[\beta \left(Js_{3}S_{4}+{\frac {1}{2}}h(S_{3}+S_{4})\right)\right]\ldots \exp \left[\beta \left(Js_{N}S_{1}+{\frac {1}{2}}h(S_{N}+S_{1})\right)\right]\\&=\sum _{S_{1},\dots ,S_{N}}M_{S_{1},S_{2}}M_{S_{2},S_{3}}\ldots M_{S_{N},S_{1}}=(*),\end{aligned}}}
gdzie:
{\displaystyle M_{S_{1},S_{2}}=M_{S_{2},S_{3}}=\ldots =M_{S_{N},S_{1}}=M_{S_{i},S_{i+1}}=M=\exp \left[\beta \left(Js_{i}S_{i+1}+{\frac {1}{2}}h(S_{i}+S_{i+1})\right)\right].}
Możliwe są cztery „warianty” M:
{\displaystyle {\begin{matrix}&{\begin{matrix}s_{i}=-1&s_{i}=+1\end{matrix}}\\{\begin{matrix}s_{i+1}=-1\\s_{i+1}=+1\end{matrix}}&{\begin{bmatrix}e^{\beta (J-h)}&e^{-\beta J}\\e^{-\beta J}&e^{\beta (J+h)}\end{bmatrix}}\end{matrix}}.}
Wracając więc do sumy statystycznej
{\displaystyle Z=(*)=Tr(M^{N})=Tr(M\cdot M\cdot M\cdot \ldots \cdot M)=(**).}
Macierz M można przedstawić w postaci {\displaystyle M=U^{\dagger }M^{D}U} gdzie {\displaystyle M^{D}} jest macierzą diagonalną, a {\displaystyle UU^{\dagger }=1}
{\displaystyle Z=(**)=Tr(U^{\dagger }M^{D}UU^{\dagger }M^{D}UU^{\dagger }\ldots M^{D}U)=Tr(U^{\dagger }(M^{D})^{N}U)=(***).}
{\displaystyle M^{D}} jest macierzą diagonalną, jest więc postaci:
{\displaystyle M^{D}=\left({\begin{matrix}\lambda _{1}&0\\0&\lambda _{2}\end{matrix}}\right).}
Natomiast {\displaystyle (M^{D})^{N}=\left({\begin{matrix}{\lambda _{1}}^{N}&0\\0&{\lambda _{2}}^{N}\end{matrix}}\right).}
Wyznaczenie wartości własnych dla M:
{\displaystyle {\begin{aligned}\det M&=\det \left({\begin{matrix}{\exp(\beta J+\beta h)-\lambda }&{\exp(-\beta J)}\\{\exp(-\beta J)}&{\exp(\beta J-\beta h)-\lambda }\end{matrix}}\right)\\[.5em]&=\left(\exp {(\beta J+\beta h)}-\lambda \right)\left(\exp {(\beta J-\beta h)}-\lambda \right)-\exp(2\beta J)\\[.5em]&=2\sinh(2\beta J)-\lambda 2\exp(\beta J)\cosh(\beta h)+\lambda ^{2},\end{aligned}}}
{\displaystyle \lambda _{1}=\exp(\beta J)\left[\cosh(\beta h)+{\sqrt {\cosh ^{2}(\beta h)-2\exp(-2\beta J)\sinh(2\beta J)}}\right],}
{\displaystyle \lambda _{2}=\exp(\beta J)\left[\cosh(\beta h)-{\sqrt {\cosh ^{2}(\beta h)-2\exp(-2\beta J)\sinh(2\beta J)}}\right].}
Wybierając największą wartość własną macierzy:
{\displaystyle \lambda _{1}>\lambda _{2},}
otrzymujemy, że suma statystyczna jest równa:
{\displaystyle Z=(***)={\lambda _{1}}^{N}+{\lambda _{2}}^{N}={\lambda _{1}}^{N}\cdot \left(1+\left({\frac {\lambda _{2}}{\lambda _{1}}}\right)^{N}\right).}
Jeśli {\displaystyle \lambda _{2}<\lambda _{1}} to: {\displaystyle \left({\frac {\lambda _{2}}{\lambda _{1}}}\right)^{N}\ll 1.}
{\displaystyle Z={\lambda _{1}}^{N}.}
Faza stabilna jest określona przez największą wartość własną. Przejście fazowe (np. między fazą ferro i paramagnetyczną) zachodzi wtedy, gdy zrównują się wartości własne.
Namagnesowanie w takim wypadku jest równe:
{\displaystyle {\begin{aligned}m&={\frac {1}{N}}kY{\frac {\partial }{\partial h}}\ln Z\\[.5em]&={\frac {1}{\beta }}{\frac {\partial }{\partial h}}\ln \exp(\beta h)\cdot \left[\cosh(\beta h)+{\sqrt {\cosh ^{2}(\beta h)-2\exp(-2\beta J)\sinh(2\beta J)}}\right]\\[.5em]&={\frac {1}{\beta }}{\frac {1}{\lambda _{1}}}\exp(\beta J)\cdot \left[\beta \sinh(\beta h)+{\frac {2\beta \sinh(\beta h)\cosh(\beta h)}{2{\sqrt {\cosh ^{2}(\beta h)-2\exp(-2\beta J)\sinh(2\beta J)}}}}\right]\\[.5em]&={\frac {\exp(\beta J)\sinh(\beta h)}{\lambda _{1}}}\cdot \left[{\frac {{\sqrt {\cosh ^{2}(\beta h)-2\exp(-2\beta J)\sinh(2\beta J)}}+\cosh(\beta h)}{\sqrt {\cosh ^{2}(\beta h)-2\exp(-2\beta J)\sinh(2\beta J)}}}\right].\end{aligned}}}
Czyli ostatecznie namagnesowanie:
{\displaystyle m={\frac {\sinh(\beta h)}{\sqrt {\cosh ^{2}(\beta h)-2\exp(-2\beta J)\sinh(2\beta J)}}}.}
Bez zewnętrznego pola magnetycznego
Dla {\displaystyle h=0} (czyli braku zewnętrznego pola magnetycznego) {\displaystyle m=0,} czyli nie ma ferromagnetyzmu w układzie jednowymiarowym.